# Gustorf
Gustorf ist ein Ort in der Stadt Grevenbroich im Rhein-Kreis Neuss im Land Nordrhein-Westfalen.

## Lage
Die Ortschaft Gustorf befindet sich im südlichen Teil der heutigen Stadt Grevenbroich im Rhein-Kreis Neuss. Im Westen grenzt sie an die Stadt Jüchen. Ein Teil des Gebietes gehörte zum Braunkohleabbaugebiet Garzweiler. Die ehemalige Gemeinde Gustorf hatte eine Fläche von 10,86 km². So lebten 1974 675 Einwohner je km².

## Geschichte

### Ortsgeschichte
Erstmals erwähnt wurde Gustorf als Gotzhorpe um 1070. Zunächst gehörte der Ort zur Grafschaft Hochstaden und seit 1246 zum Erzstift Köln. Zusammen mit Frimmersdorf bildete Gustorf den Gustorf-Frimmersdorf Dingstuhl im kurkölnischen Amt Liedberg.
1794 wurde der Ort von französischen Truppen besetzt. Als neue Verwaltungseinheit entstand die Mairie Gustorf im Kanton Elsen im Arrondissement de Cologne des Département de la Roer. 1815 kam die Mairie Gustorf an das Königreich Preußen, wo sie zur preußischen Bürgermeisterei Gustorf wurde, die 1816 zum neuen Kreis Grevenbroich kam. Die Bürgermeisterei wurde 1846 in die beiden Gemeinden Gustorf und Gindorf gegliedert. Im März 1929 wurden die beiden Gemeinden zu einer neuen Gemeinde Gustorf zusammengeschlossen.
Christian Kropp war von 1948 bis 1970 Bürgermeister und von 1961 bis 1970 stellvertretender Landrat. Letzter Bürgermeister der Gemeinde Gustorf war Dieter Steup (SPD) und sein Stellvertreter Jakob Bischof (CDWG).
Am 1. Januar 1975 wurde die Gemeinde durch den § 4 des Düsseldorf-Gesetzes zu einem Teil der Stadt Grevenbroich.

### Einwohnerentwicklung
- 1961: 5389[5]
- 1964: 5887
- 1970: 6924[5]
- 1974: 7338[5]
- 2009: 4207 (31. Dezember)[6]
- 2010: 4179 (31. Dezember)[6]
- 2011: 4155 (31. Dezember)[6]
- 2013: 4164 (31. Dezember)[6]
- 2014: 4184 (31. Dezember)[6]
- 2015: 4201 (31. Dezember)[6]
- 2016: 4276 (31. Dezember)[6]
- 2017: 4319 (31. Dezember)[6]
- 2018: 4387 (31. Dezember)[6]
- 2019: 4309 (31. Dezember)[6]
- 2020: 4318 (31. Dezember)[6]
- 2021: 4331 (31. Dezember)[6]
- 2022: 4316 (31. Dezember)[6]

## Religion

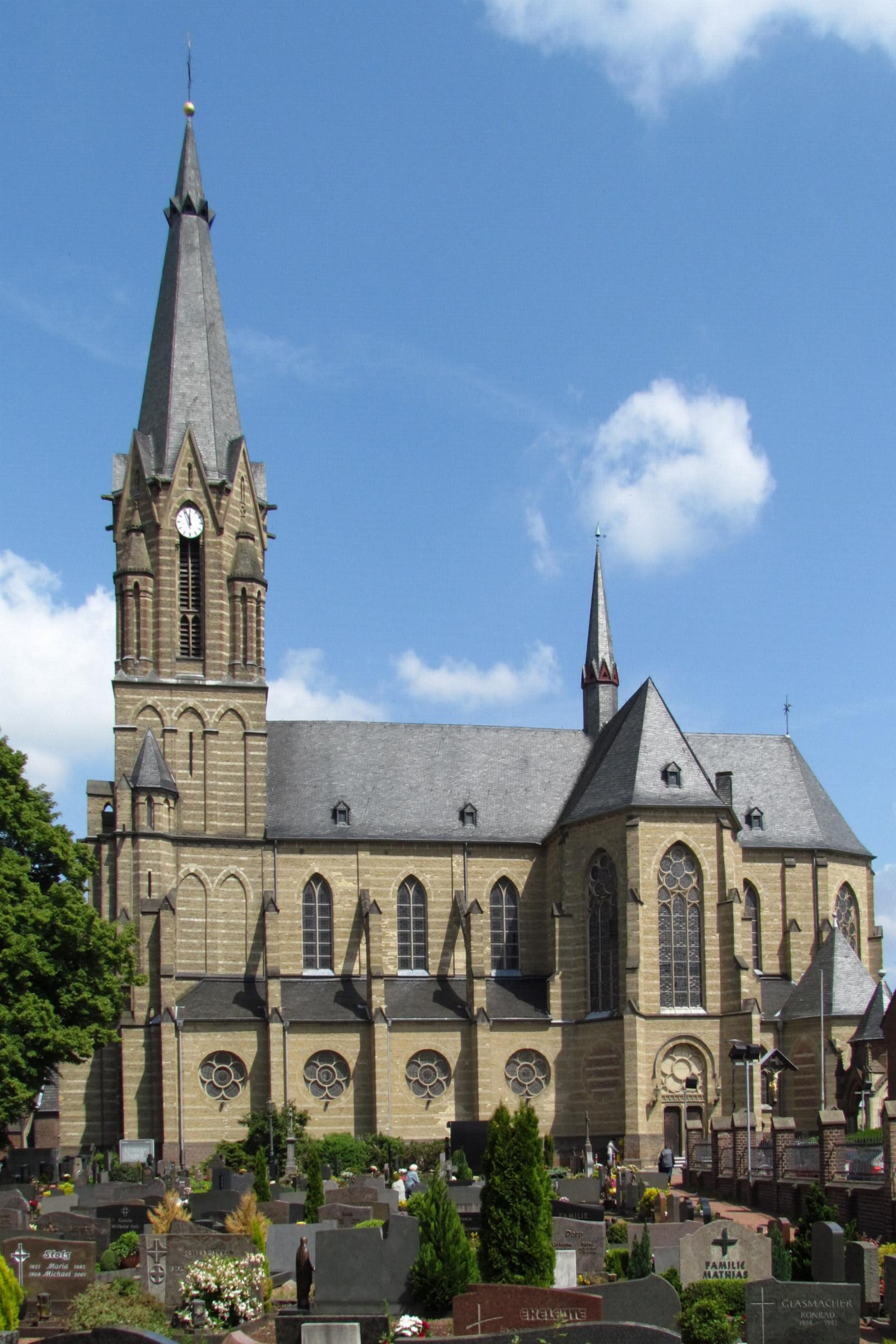
Kath. Pfarrkirche

Die katholische Pfarrgemeinde gehört zu den ältesten Pfarreien des Kölner Erzbistums. Die Pfarrkirche Maria Himmelfahrt war erzbischöfliche Eigenkirche. Der Sprengel der Pfarrkirche umfasste die später selbständigen Gemeinden Elfgen und Garzweiler. In der Pfarrkirche befanden sich die Gustorfer Chorschranken, die heute im Rheinischen Landesmuseum Bonn sind. 1872 wurde die alte Pfarrkirche abgerissen und durch einen großen, neugotischen Neubau des 19. Jahrhunderts ersetzt, der im Volksmund den Namen „Dom an der Erft“ trägt.

## Verkehr

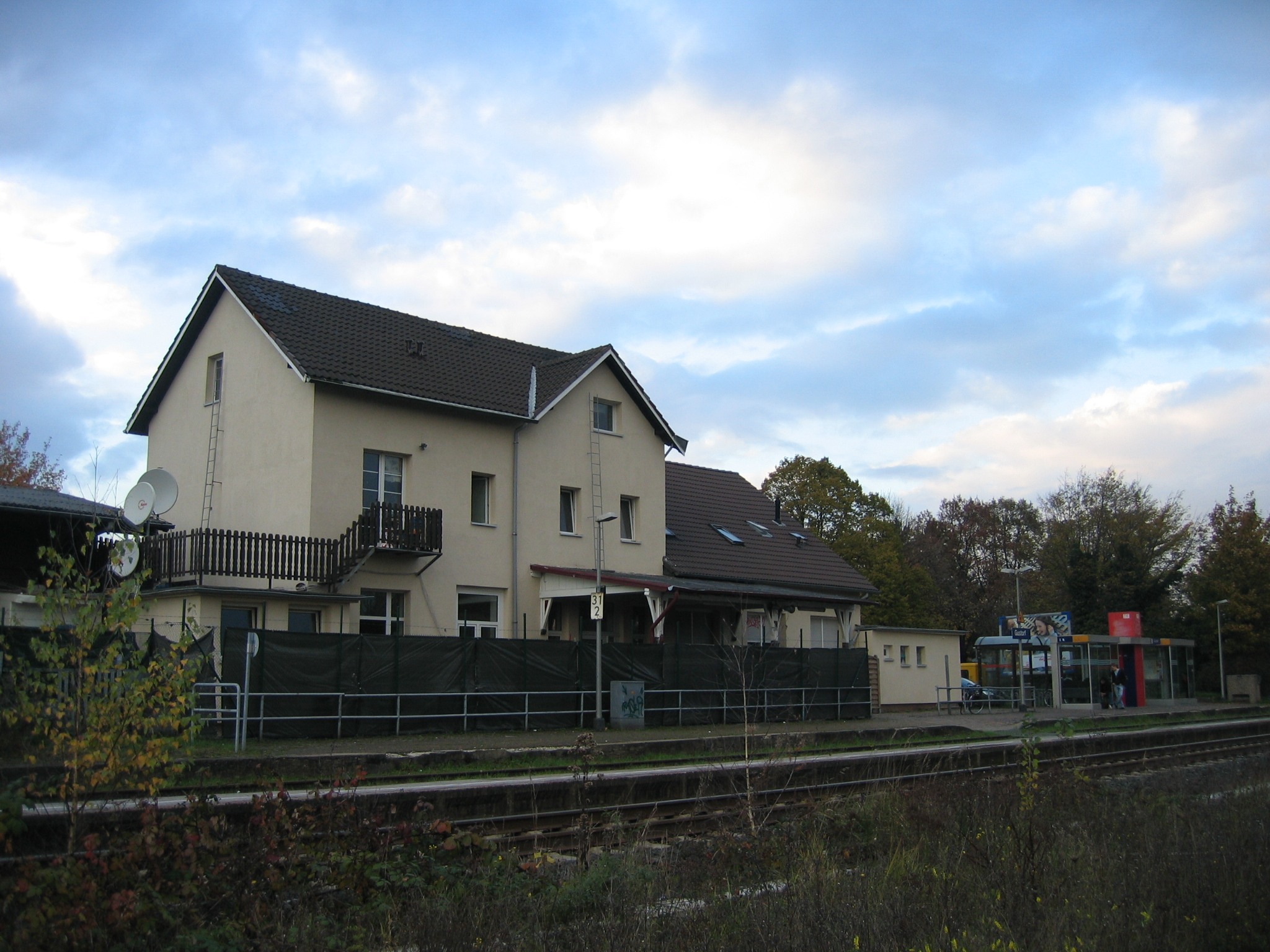
Bahnhof Gustorf

Der Bahnhof Gustorf liegt an der Bahnstrecke Düren–Neuss. Von hier aus bestehen Verbindungen mit der RB 39 nach Grevenbroich, Bedburg, Neuss und Düsseldorf.
| Linie | Verlauf | Takt                                          |
| ----- | --- | --------------------------------------------- |
| RB 39 | Düssel-Erft-Bahn: (Düsseldorf Hbf – Düsseldorf-Bilk –)* Neuss Hbf – Holzheim (b. Neuss) – Kapellen-Wevelinghoven – Grevenbroich – Gustorf – Frimmersdorf – Bedburg (Erft) * nur wochentags sowie am Wochenende in Tagesrandlage Stand: Fahrplanwechsel Dezember 2021 | 60 min 30 min (Neuss–Grevenbroich wochentags) |

## Freizeit
Auf der Gustorfer Höhe befindet sich ein Segelflugplatz. Der Radweg Energiepfad Grevenbroich verläuft auch durch das Gemeindegebiet. Der Bürgerschützenverein Gustorf wurde Im Jahr 1862 gegründet, er veranstaltet einen jährlichen Fackelumzug.

## Persönlichkeiten
- Mechtildis Sinsteden (1782–1881), Stifterin und Wohltäterin der Armen
- Karl Zöllig (1880–1955), sozialdemokratischer Politiker
- Wolfgang Göddertz (1944–2016), Metallbildhauer
- Axel J. Prümm (* 1957), Altbürgermeister der Stadt Grevenbroich